# Nati nel 1908/Aprile
| Questa pagina contiene informazioni ricavate automaticamente dalle voci biografiche con l'ausilio del template Bio e di un bot. L'aggiornamento è periodico e automatico e ricostruisce completamente la pagina. Se manca una persona in questa lista, sei pregato di non aggiungerla, ma accertati piuttosto che la sua voce biografica contenga il template Bio e che i dati anagrafici siano correttamente compilati. Se il template Bio manca, inseriscilo tu stesso o, in alternativa, metti l'avviso {{tmp\|Bio}} che ne segnala la mancanza. Se i dati riportati sono sbagliati, correggi direttamente la voce biografica; le modifiche saranno visibili in questa lista entro pochi giorni. Per chiarimenti vedi il progetto biografie. La lista contiene solo le 145 persone che sono citate nell'enciclopedia e per le quali è stato implementato correttamente il template Bio. Pagina aggiornata al 10 ago 2025. |

- 1º aprile - Robert Hugues-Lambert, attore francese († 1945)
- 1º aprile - Tommy Law, calciatore scozzese († 1976)
- 1º aprile - Abraham Maslow, psicologo statunitense († 1970)
- 1º aprile - Harlow Rothert, pesista, discobolo e multiplista statunitense († 1997)
- 1º aprile - Eberardo Villalobos, calciatore cileno († 1964)
- 2 aprile - Buddy Ebsen, attore e ballerino statunitense († 2003)
- 2 aprile - William Kiernan, scenografo statunitense († 1973)
- 2 aprile - Vittorio Pasti, calciatore italiano
- 2 aprile - Ramon Vila Capdevila, anarchico, partigiano e guerrigliero spagnolo († 1963)
- 3 aprile - Mario Froncillo, calciatore italiano
- 3 aprile - Giovanni Isacco, calciatore italiano
- 3 aprile - Bruno Lüdke, tedesco († 1944)
- 3 aprile - Nino Pagot, fumettista, animatore e regista italiano († 1972)
- 3 aprile - Shigeru Sugiura, fumettista giapponese († 2000)
- 3 aprile - Willy den Turk, nuotatrice olandese († 1937)
- 4 aprile - Pasquale De Antonis, fotografo italiano († 2001)
- 4 aprile - Giovanni Panetta, calciatore italiano († 1989)
- 4 aprile - Lydia Simoneschi, doppiatrice e attrice italiana († 1981)
- 4 aprile - Antony Tudor, ballerino, coreografo e insegnante britannico († 1987)
- 5 aprile - Bette Davis, attrice statunitense († 1989)
- 5 aprile - Herbert von Karajan, direttore d'orchestra austriaco († 1989)
- 5 aprile - Kurt Neumann, regista tedesco († 1958)
- 6 aprile - Antonio Forni, aviatore e marinaio italiano († 1941)
- 6 aprile - Ernie Lombardi, giocatore di baseball statunitense († 1977)
- 6 aprile - Vano Il'ič Muradeli, compositore georgiano († 1970)
- 6 aprile - Guido Scanferla, calciatore italiano († 1943)
- 6 aprile - Héctor Trujillo, politico dominicano († 2002)
- 7 aprile - Roger Dewolf, ciclista su strada francese († 1992)
- 7 aprile - Alfred Eisenbeisser, calciatore e pattinatore artistico su ghiaccio rumeno († 1991)
- 7 aprile - Percy Faith, musicista, direttore d'orchestra e compositore canadese († 1976)
- 7 aprile - Arnaldo Moro, militare e aviatore italiano († 1938)
- 7 aprile - Michail Michajlovič Somov, esploratore e oceanografo russo († 1973)
- 7 aprile - Peter Zaremba, martellista statunitense († 1994)
- 8 aprile - Hugo Fregonese, regista cinematografico, sceneggiatore e giornalista argentino († 1987)
- 8 aprile - Isolde Frölian, ginnasta tedesca († 1957)
- 8 aprile - Tito Guízar, attore, cantante e tenore messicano († 1999)
- 8 aprile - Ida Kar, fotografa russa († 1974)
- 8 aprile - Louise Kink, statunitense († 1992)
- 8 aprile - Angelo Tarantino, vescovo cattolico e missionario italiano († 1990)
- 9 aprile - Joseph Krumgold, scrittore e sceneggiatore statunitense († 1980)
- 10 aprile - Ali El-Said, calciatore egiziano († 1979)
- 10 aprile - Theo Florin, poeta, giornalista e diplomatico slovacco († 1973)
- 10 aprile - Giorgio Scudellari, fumettista e animatore italiano († 1966)
- 10 aprile - Ali Shafi, calciatore egiziano
- 10 aprile - André Van De Werve De Vorsselaer, schermidore belga († 1984)
- 11 aprile - Karel Ančerl, direttore d'orchestra e superstite dell'Olocausto ceco († 1973)
- 11 aprile - Dalmazio Birago, aviatore italiano († 1935)
- 11 aprile - Masaru Ibuka, imprenditore, ingegnere e scrittore giapponese († 1997)
- 11 aprile - Jón Jónsson, nuotatore e pallanuotista islandese († 1973)
- 11 aprile - Jean Malaquais, scrittore francese († 1998)
- 11 aprile - José Antonio Remón Cantera, politico e militare panamense († 1955)
- 11 aprile - Wang Zhen, politico e generale cinese († 1993)
- 12 aprile - Giovanni Acerboni, calciatore italiano († 2010)
- 12 aprile - Antonino Basile, storico, etnografo e scrittore italiano († 1973)
- 12 aprile - Virginia Cherrill, attrice cinematografica statunitense († 1996)
- 12 aprile - Giorgio Ferroni, regista italiano († 1981)
- 12 aprile - Carlos Lleras Restrepo, politico colombiano († 1994)
- 12 aprile - André Martinet, linguista francese († 1999)
- 12 aprile - Milorad Mitrović, calciatore jugoslavo († 1993)
- 12 aprile - Ornello Tacchinardi, calciatore italiano
- 12 aprile - Rezső Wanié, nuotatore ungherese († 1986)
- 13 aprile - Len Hutton, lunghista canadese († 1976)
- 13 aprile - Orazio Sola, allenatore di calcio e calciatore italiano
- 13 aprile - Giacomo Spada, partigiano italiano († 1945)
- 13 aprile - Olin Stephens, velista statunitense († 2008)
- 13 aprile - Alberto Zozaya, calciatore e allenatore di calcio argentino († 1981)
- 14 aprile - Pietro Salussoglia, calciatore italiano
- 14 aprile - Silvio Tozzi, lottatore italiano († 1986)
- 15 aprile - Eden Ahbez, compositore, cantante e musicista statunitense († 1995)
- 15 aprile - Lita Grey, attrice statunitense († 1995)
- 15 aprile - Dragutin Najdanović, calciatore jugoslavo († 1981)
- 15 aprile - Arthur F. Utz, presbitero e teologo svizzero († 2001)
- 16 aprile - Guido Colonna di Paliano, diplomatico italiano († 1982)
- 16 aprile - Ida Giavarini, italiana († 1996)
- 16 aprile - Arlette Halff, tennista francese († 2007)
- 16 aprile - António Lopes Ribeiro, regista e critico cinematografico portoghese († 1995)
- 16 aprile - Ray Ventura, cantante e compositore francese († 1979)
- 17 aprile - Ivan Brown, bobbista statunitense († 1963)
- 17 aprile - Tullio De Rubeis, politico italiano († 1988)
- 18 aprile - Luigi Bogliolo, medico italiano († 1981)
- 18 aprile - Anne-Marie Esnoul, indologa francese († 1996)
- 18 aprile - Stanley Glover, velocista canadese († 1964)
- 18 aprile - Irra Petina, contralto russo († 2000)
- 18 aprile - Giovanni Roletto, calciatore italiano († 1998)
- 19 aprile - Joseph Keilberth, direttore d'orchestra tedesco († 1968)
- 19 aprile - Aleksander Margiste, cestista estone († 1988)
- 19 aprile - Giulio Vignozzi, calciatore italiano († 1934)
- 20 aprile - Enzo Grossi, militare italiano († 1960)
- 20 aprile - Lionel Hampton, vibrafonista e percussionista statunitense († 2002)
- 20 aprile - Pierre Korb, calciatore francese († 1981)
- 20 aprile - Luciano Montero, ciclista su strada spagnolo († 1993)
- 20 aprile - Giuseppe Carlo Rossi, linguista italiano († 1983)
- 20 aprile - Frederico Serrão, schermidore brasiliano († 1992)
- 20 aprile - Donald Wandrei, scrittore statunitense († 1987)
- 21 aprile - Louis Hostin, sollevatore francese († 1998)
- 21 aprile - Alfred Lion, produttore discografico tedesco († 1987)
- 21 aprile - Peter Pietras, calciatore statunitense († 1993)
- 22 aprile - Giuseppe Bonizzoni, allenatore di calcio e calciatore italiano († 1976)
- 22 aprile - Josef Chloupek, calciatore austriaco († 1974)
- 22 aprile - Ivan Antonovič Efremov, paleontologo e scrittore di fantascienza russo († 1972)
- 22 aprile - Augusta Guidetti, docente, scrittrice e giornalista italiana († 1998)
- 22 aprile - Henry Lionel Lawrence, autore di fantascienza britannico († 1990)
- 22 aprile - Janina Lewandowska, aviatrice polacca († 1940)
- 22 aprile - Adriana Ramelli, letterata svizzero († 1996)
- 22 aprile - Luigi Recalcati, calciatore italiano († 1939)
- 22 aprile - Leonard Schapiro, storico britannico († 1983)
- 22 aprile - Ludwika Wawrzyńska, insegnante polacca († 1955)
- 23 aprile - Carlo Barboglio Dè Gajoncelli, politico italiano
- 23 aprile - Erminia Bianchini, supercentenaria italiana († 2020)
- 23 aprile - Bram Fischer, avvocato sudafricano († 1975)
- 23 aprile - Marcel Hillaire, attore tedesco († 1988)
- 24 aprile - Viktor Semënovič Abakumov, politico e generale sovietico († 1954)
- 24 aprile - Inga Gentzel, mezzofondista e velocista svedese († 1991)
- 24 aprile - Józef Gosławski, scultore e medaglista polacco († 1963)
- 24 aprile - Salvatore Matarrese, imprenditore e dirigente d'azienda italiano († 1977)
- 24 aprile - Marceline Day, attrice statunitense († 2000)
- 24 aprile - Furio Niclot Doglio, militare e aviatore italiano († 1942)
- 24 aprile - George Oppen, poeta statunitense († 1984)
- 24 aprile - Vera Čaplina, scrittrice russa († 1994)
- 25 aprile - Giorgio Bombonati, aviatore e militare italiano († 1936)
- 25 aprile - Edward R. Murrow, giornalista statunitense († 1965)
- 25 aprile - John Nyman, lottatore svedese († 1977)
- 25 aprile - Andrea Torrente, giurista e magistrato italiano († 1965)
- 25 aprile - Elios Toschi, militare e inventore italiano († 1989)
- 26 aprile - Ottorino Mancioli, pittore, disegnatore e scultore italiano († 1990)
- 27 aprile - Panfilo Di Gregorio, militare italiano († 1936)
- 27 aprile - Russell Shearman, effettista statunitense († 1956)
- 27 aprile - Carlo Felice Trossi, pilota automobilistico e nobile italiano († 1949)
- 28 aprile - Ethel Catherwood, altista canadese († 1987)
- 28 aprile - Antonio Gentilini, pittore italiano († 1977)
- 28 aprile - Carl Laemmle Jr., produttore cinematografico statunitense († 1979)
- 28 aprile - Oskar Schindler, imprenditore e filantropo tedesco († 1974)
- 29 aprile - Pedro Arnoldo Aparicio y Quintanilla, vescovo cattolico salvadoregno († 1992)
- 29 aprile - Anatolij Emel'janovič Golubov, generale e aviatore sovietico († 1978)
- 29 aprile - Domenico Latanza, politico italiano († 1991)
- 29 aprile - Amedeo Lissi, calciatore italiano
- 29 aprile - Jack Williamson, scrittore e autore di fantascienza statunitense († 2006)
- 30 aprile - Eve Arden, attrice statunitense († 1990)
- 30 aprile - Bjarni Benediktsson, politico islandese († 1970)
- 30 aprile - Mario De Luca, economista italiano († 1980)
- 30 aprile - Alfredo Gaudenzi, pittore, ceramista e giornalista italiano († 1980)
- 30 aprile - Henri Lepage, schermidore francese († 1996)
- 30 aprile - Otto Pollak, scrittore e docente statunitense († 1998)
- 30 aprile - Carlo Porro, politico italiano († 1989)
- 30 aprile - William D. Russell, regista statunitense († 1968)